# Black Rain (album Dark Lotus)
Black Rain – drugi album amerykańskiego zespołu muzycznego Dark Lotus wydany 6 kwietnia 2004 roku.
Pierwszy i dotąd jedyny album od początku do końca nagrany z ABK-em jako szóstym członkiem grupy. Album dotarł na trzecie miejsce "Najbardziej Niezależnych Albumów" Billboardu.

## Lista utworów
| #  | Tytuł                  | Czas |
| -- | ---------------------- | ---- |
| 1  | "Under the Lotus"      | 2:22 |
| 2  | "Black Rain"           | 3:33 |
| 3  | "Ka-Boom!"             | 3:44 |
| 4  | "That's Me"            | 3:14 |
| 5  | "Consume Your Soul"    | 3:46 |
| 6  | "She Was"              | 4:25 |
| 7  | "Corrosion"            | 3:24 |
| 8  | "My First Time"        | 3:50 |
| 9  | "With the Lotus"       | 3:01 |
| 10 | "Hell-House"           | 3:39 |
| 11 | "Jump Off"             | 4:14 |
| 12 | "The Walls"            | 4:31 |
| 13 | "Doornail Dorothy"     | 3:36 |
| 14 | "Pass the Axe"         | 3:12 |
| 15 | "Death Don't Want You" | 5:33 |

## Ciekawostki
- W utworze "Hell House" Anybody Killa rapuje o osobie zwanej Amy, jest to nawiązanie do Insane Clown Posse "Amy's in the Attic" z ich Terror Wheel EP.
- Melodia z "Pass The Axe" to IX symfonia Beethovena.
- Po ostatniej piosence na płycie można usłyszeć niewyraźny głos, który po puszczeniu od tyłu przypomina księdza czytającego wers z biblii.